# Jeanne Dielman, 23, quai du Commerce, 1080 Bruxelles
Pour plus de détails, voir Fiche technique et Distribution.
Jeanne Dielman, 23, quai du Commerce, 1080 Bruxelles est un film franco-belge de Chantal Akerman, réalisé en 1975. Il est le plus souvent désigné sous le titre Jeanne Dielman.
Le film montre les tâches quotidiennes, répétitives et aliénantes, d'une femme, veuve et mère d'un lycéen. Pour arrondir ses fins de mois, elle se prostitue chez elle, sur rendez-vous. Elle s'est ainsi enfermée dans une vie sans plaisir, jusqu'au jour où son quotidien va commencer à se dérégler,,.
Il est élu en 2022 meilleur film de tous les temps dans le classement décennal établi par Sight and Sound, la revue du British Film Institute, et régulièrement considéré comme l'un des films les plus importants de la réalisatrice et de la décennie 1970.

## Synopsis
Chaque scène est filmée en plan fixe et en temps réel.
Une femme, Jeanne, prépare une soupe dans sa cuisine. Après avoir ôté son tablier, habillée et coiffée élégamment, elle va ouvrir la porte, fait entrer un homme et le débarrasse de son manteau, de son chapeau et de son écharpe. Elle l'invite ensuite à entrer avec elle dans une pièce et referme la porte que l'on voit pendant quelques instants en plan fixe. Puis, à la nuit tombée, l'homme et la femme ressortent de cette pièce. Jeanne lui redonne ses vêtements et l'homme lui tend des billets avant de repartir. Jeanne met les billets dans une soupière et replace soigneusement le couvercle. Dans le plan suivant dans la chambre Jeanne retire une serviette étalée sur le lit et ouvre la fenêtre un moment. Ensuite, assise dans la baignoire, on assiste à sa toilette complète puis au nettoyage de la baignoire. Elle dresse soigneusement la table dans la salle à manger et retourne dans la cuisine réchauffer des plats. 
Plus tard, un jeune homme entre. On comprend que c'est son fils, Sylvain, qui rentre du lycée. Il n'y a pratiquement aucun dialogue entre eux. Elle le débarrasse de son manteau qu'elle va ranger. Ils se mettent à table, Jeanne servant les assiettes dans la cuisine avant de les apporter. Jeanne lit à son fils une lettre de sa sœur qui vit au Canada. On apprend ainsi qu'elle est veuve depuis six ans. Elle lui fait réciter ses leçons. Seule dans la salle à manger, elle parcourt rapidement le journal puis tricote un pull-over pour son fils en écoutant de la musique classique à la radio. Lorsqu'elle entend quatre tops à la radio, elle range son tricot ; la mère et le fils descendent par l'ascenseur et vont marcher dans la rue. Dans le salon qui jouxte la salle à manger, ils déplacent les fauteuils et la table pour transformer le canapé en lit pour Sylvain. Lorsque la mère vient dire bonsoir à son fils, une brève discussion conflictuelle s'engage. 
Fin du premier jour.
Le matin, Jeanne se lève, aère la chambre et fait sa toilette, puis elle change les vêtements de son fils et lui cire ses chaussures, prépare le petit déjeuner. Après avoir rapidement avalé une tasse de café, elle va réveiller Sylvain et lui sert son déjeuner. Au moment de partir au lycée, Sylvain demande un peu plus d'argent à sa mère : elle va prélever un billet dans la soupière et le lui donne. Jeanne ramasse le pyjama de Sylvain et replie le canapé-lit, puis lave et essuie la vaisselle. Elle refait son lit et pose une serviette propre sur l'édredon. 
Elle sort faire les courses après avoir prélevé des billets dans la soupière et effectué un versement à la poste. Elle passe aussi chez le cordonnier pour faire ressemeler les chaussures de Sylvain. Alors qu’elle est de retour chez elle, une personne vient lui confier un bébé dans une nacelle. Pendant que le nourrisson dort, elle prépare des escalopes panées. Quand l'inconnue vient rechercher le bébé, elle lui parle longuement et Jeanne répond brièvement aux questions et s'impatiente. Elle mange ensuite une tartine, assise à la table de la cuisine, face au mur. Dans sa chambre, elle se met du rouge à lèvre et se recoiffe. Elle sort acheter de la laine, puis entre dans un café. Elle s'installe à une table et une serveuse lui apporte un café. Elle le sucre et le boit. 
Retournée chez elle, elle met à faire chauffer le contenu d'une casserole. Elle entend un coup de sonnette et après avoir retiré son tablier, va ouvrir. Un homme se présente. Elle le débarrasse de son manteau et ils entrent tous deux dans la chambre. À la nuit tombée, ils ressortent. L'homme en partant tend un billet que Jeanne range dans la soupière, mais elle ne repose pas le couvercle. Elle arrange le lit, retire la serviette et ouvre la fenêtre, puis on la voit nettoyer la baignoire. Arrivée dans la cuisine, elle retourne éteindre la lumière de la salle de bain. La casserole contient des pommes de terre qui ont cuit trop longtemps. Elle est paniquée et se précipite dans la salle de bain, puis retourne dans la cuisine et jette finalement les pommes de terre à la poubelle. Elle se précipite dans la chambre éteindre la lumière et fermer la fenêtre. Elle veut à nouveau préparer des pommes de terre mais elle se rend compte qu'elle n'en a plus qu'une ! Elle ressort donc en acheter un nouveau sac. Elle manque d'énergie pour éplucher les pommes de terre ; Sylvain revient, alors qu'elle n'a pas terminé. Ils mangent le potage mais doivent attendre que les légumes soient cuits. En attendant, Sylvain lit mais sa mère reste inoccupée sur sa chaise, sauf quand elle se lève pour voir où en est la cuisson. Après le repas, elle commence à répondre à sa sœur, puis y renonce. Comme la veille, ils descendent marcher dans la rue. Lorsque Jeanne vient dire bonsoir à Sylvain qui lit dans son lit, ce dernier, initié par son copain, lui expose ses interrogations concernant les relations sexuelles qu'ont eues son père avec sa mère. Jeanne abrège la discussion. 
Fin du deuxième jour.
Jeanne allongée dans son lit manipule son réveil et se lève. Elle prend sa robe de chambre et l'attache, mais oublie un bouton. Elle se rend dans la salle de séjour mais retourne dans la chambre éteindre la lumière. Elle prépare le petit-déjeuner et cire les chaussures de son fils mais laisse tomber la brosse. Elle se lave les mains, mais alors qu’elle s'essuie, le torchon se décroche. En entrant dans le salon où dort son fils elle allume la lumière, puis l'éteint immédiatement avant de le réveiller en douceur comme habituellement. Quand Sylvain déjeune, il fait remarquer à sa mère qu'un bouton n'est pas attaché. Peu après le départ de Sylvain, Jeanne va voir sur le palier, puis l'appelle par la fenêtre. Elle lave la vaisselle puis l'essuie mais un couvert tombe. Elle le relave. Un certain désordre apparait dans le cours des tâches qui semblait immuable. 
Elle sort pour ses courses et tente d'entrer à la poste mais la grille est fermée. Elle veut utiliser un distributeur, mais il ne fonctionne pas. L'épicerie ouvre tout juste et le cordonnier est fermé mais ouvre après quelques minutes. De retour chez elle, elle regarde l'heure au réveil puis on assiste à la préparation d'un filet américain dans un seul plan fixe. Elle va à nouveau voir l'heure puis s'assoit dans la cuisine en restant immobile. Elle se sert à deux reprises un café au lait qu'elle goûte et jette dans l'évier. Elle prépare à nouveau du café. Elle s'assied un moment dans un fauteuil du salon, puis passe un chiffon sur des bibelots. Elle descend voir le contenu de la boîte aux lettres. Il n'y a rien. Elle retourne s'asseoir dans le fauteuil et attend, immobile. Enfin, on sonne à la porte. On lui apporte le bébé. Elle pose la nacelle sur le canapé. Elle attrape le nourrisson qui se met à pleurer. Elle tente de la calmer puis renonce et va manger une tartine dans la cuisine. On n'entend plus le bébé. On sonne pour le reprendre. 
Elle sort et emporte un manteau provenant de son armoire et visite plusieurs merceries. Elle explique que ce manteau lui a été donné il y a de nombreuses années par sa sœur, mais qu'il était trop grand pour son fils. Il manque un bouton et elle cherche à le remplacer. Elle n'en trouve pas d'identique. Elle entre dans le même café que la veille, mais elle constate que sa table habituelle est occupée. La serveuse n'est pas la même. Elle paie et s'en va sans avoir bu son café. En rentrant, elle trouve un colis près de la boîte aux lettres. Pour ouvrir le paquet qu'elle a posé sur son lit, elle va chercher des ciseaux. C'est une chemise de nuit rose que lui a envoyée sa sœur. On sonne à la porte. Jeanne cache le paquet sous le lit et pose les ciseaux sur la coiffeuse. Sur le lit, Jeanne est allongée sur le dos et un homme est couché par dessus. Jeanne repousse d'abord l'homme et progressivement semble y prendre du plaisir. Dans le reflet du miroir, on la voit mettre son chemisier devant la coiffeuse et derrière elle l'homme assis sur le lit. Elle se lève et prend les ciseaux. Elle s’approche de l'homme et lui enfonce les ciseaux dans le cou. 
Jeanne est assise les bras posés sur la table de la salle à manger, le chemisier et la main tachés de sang, perdue dans ses pensées alors que les enseignes clignotantes de la rue se reflètent derrière elle sur les vitres du buffet,.

## Fiche technique
- Titre : Jeanne Dielman, 23, quai du Commerce, 1080 Bruxelles
- Réalisatrice : Chantal Akerman
- Scénario : Chantal Akerman
- Dialoguiste : Chantal Akerman
- Sociétés de production : Paradise Films (Bruxelles) et Unité Trois
- Producteurs : Guy Cavagnac, Évelyne Paul et Corinne Jenart
- Producteurs exécutifs : Alain Dahan, Liliane de Kermadec et Paul Vecchiali
- Distributeur d'origine : Olympic Films
- Directrice de la photographie : Babette Mangolte
- Cadreuses : Bénédicte Delesalle et Nicole Geoffrey
- Lumières : Renelde Dupont et Guy Hiernaux
- Son direct : Benie Deswarte et François Van Thienen
- Monteur son : Alain Marchal
- Mixeur : Jean-Paul Loublier
- Directeurs artistiques : Philippe Graff et Jean-Paul Ferbus
- Décorateur : Philippe Graff
- Costumes : Philippe Graff
- Assistants réalisateurs : Marilyn Watelet, Serge Brodsky et Marianne de Muylder
- Monteuse : Patricia Canino
- Langue : français
- Pays de production :  Belgique,  France
- Genre : drame
- Durée : 201 minutes
- Date de sortie : 1976

## Distribution
- Delphine Seyrig : Jeanne Dielman
- Jan Decorte : Sylvain Dielman
- Henri Storck : le premier client
- Jacques Doniol-Valcroze : le deuxième client
- Yves Bical : le troisième client

## Origine et reconnaissance internationale
« Premier chef-d'œuvre au féminin de l'Histoire du cinéma », selon le journal Le Monde lors de la sortie du film, Jeanne Dielman, 23, quai du Commerce, 1080 Bruxelles est une description méticuleuse, en illusion de temps réel (proche de l'hyperréalisme), de l'aliénation. D'après la cinéaste, « c'est un film sur l'espace et le temps et sur la façon d'organiser sa vie pour n'avoir aucun temps libre, pour ne pas se laisser submerger par l'angoisse et l'obsession de la mort ».
Gus Van Sant et Todd Haynes ont déclaré que leur œuvre était influencée par Jeanne Dielman. Gus van Sant en particulier explique qu'il s'est inspiré du dispositif de Jeanne Dielman pour Last Days : son chef-opérateur, Harris Savides, ayant observé que le film de Chantal Akerman est une succession de plans fixes pour lesquels la caméra, à chaque séquence se déroulant au même endroit, est positionnée à l'identique (pas plus de deux champs différents pour un même lieu), ils ont décidé de tourner ainsi l'ensemble de Last Days.

## Réception critique récente
En décembre 2022, le magazine de cinéma britannique Sight and Sound classe Jeanne Dielman meilleur film de tous les temps,,,. Le film ressort en salle en France en version restaurée et numérisée au mois d'avril 2023. Il attire vingt mille spectateurs en quelques mois. Babette Mangolte, cheffe opératrice du film, retrace dans Libération son histoire et son tournage en rappelant ses liens avec le cinéma expérimental américain et avec les mouvements féministes. La réception du film à sa ressortie est généralement très enthousiaste. L'article de Mathieu Macheret dans Le Monde insiste sur la dimension politique du huis-clos et relève l'actualité du film. Raphaël Bassan relie, dans l'Encyclopædia Universalis (2023), les univers d'Akerman et de Seyrig, cette osmose donnant sa colonne vertébrale au film, où est notamment évoquée la mère de la cinéaste, il approfondit cet axe dans la revue Europe de décembre 2024.
Parmi les avis négatifs, on peut citer l'article d'Éric Neuhoff dans Le Figaro, qui déconseille le film, le jugeant « assommant ».

## Autour deJeanne Dielman
- Making of de Jeanne Dielman, 23, quai du Commerce, 1080 Bruxelles, réalisé par Sami Frey en 1974, France-Belgique, 60 min, en noir et blanc.
- Le film 35 mm a été transféré en 2003 sur DVD.
- Le quai du Commerce est situé dans le centre-ville de Bruxelles, où le code postal est 1000, et non 1080 qui est le code postal de la commune voisine de Molenbeek-Saint-Jean.

## Ouvrages
- Corinne Maury, Jeanne Dielman, 23, quai du Commerce, 1080 Bruxelles de Chantal Akerman : L'ordre troublé du quotidien, Yellow Now, coll. « Côté films », 8 octobre 2020, 96 p. (ISBN 978-2873404604).
- (en) Catherine Fowler (en), Jeanne Dielman, 23, quai du Commerce, 1080 Bruxelles, BFI Publishing, 18 novembre 2021, 96 p. (ISBN 978-1839022821).
- (de) Eva Kuhn et Jörn Glasenapp (de) (sous la direction), Chantal Akerman: Jeanne Dielman, Edition text + kritik, 1er février 2025, 100 p. (ISBN 978-3967079975).